# Erich Oberdorfer
Erich Oberdorfer (Friburgo in Brisgovia, 26 marzo 1905 – Friburgo in Brisgovia, 23 settembre 2002) è stato un botanico e biologo tedesco.
La sua sigla ufficiale come botanico è "Oberd".

## Biografia
Oberdorfer, che già da scolaro era interessato alla botanica, dopo la maturità, che conseguì nel 1923 a Friburgo, studiò biologia presso le Università di Friburgo in Brisgovia e di Tubinga. A Friburgo egli ebbe come insegnanti, tra gli altri, Hans Spemann e Friedrich Oltmanns. Oltre a questi ultimi, ebbe tra i suoi insegnanti anche Felix Rawitscher e Walter Max Zimmermann, a quel tempo assistente di Friedrich Oltmanns. Concluse i suoi studi superando l'esame di stato a Friburgo nel 1928.
La sua tesi, che egli preparò sotto la direzione di Friedrich Oltmanns e del botanico Bruno Huber, trattava delle relazioni fra i luoghi ove crescono alcuni tipi di alghe sulle pareti del Überlinger See e la presenza della luce a diverse profondità.
Poiché Oberdorfer, a causa del mutamento scientifico non ebbe alcun incarico come insegnante, gli fu affidato un lavoro di ricerca sui sedimenti postglaciazione di muschi nello Schluchsee. Questo lavoro, che era sostenuto dalla Notgemeinschaft der deutschen Wissenschaft, un'organizzazione antesignana dell'Associazione tedesca per la ricerca, fu intrapresa tra l'altro, poiché lo Schluchsee doveva essere sbarrato alle correnti. La causa della comparsa del muschio doveva essere ancora profondamente analizzata. 
Oberdorfer analizzò con questo progetto di ricerca soprattutto le rimanenze, che tra l'altro ottenne con carotaggi a profondità fino a sette metri, e stilò la palinologia dei diversi strati. Egli riuscì tra l'altro a comprovare con queste ricerche, che provenivano dall'era glaciale della Foresta Nera il camedrio alpino e la betulla nana come molte tipi di piante (Salix herbacea, Salix retusa o Salix myrtilloides). Con i risultati delle ricerche di Oberdorfer si presentarono per la prima volta per la Foresta Nera le prove delle oscillazioni climatiche del tardo periodo glaciale.  Con questa opera, che egli accanto al suo successivo impiego come insegnante proseguì fino al 1939, Oberdorfer divenne uno dei pionieri nel campo dell'analisi dei pollini nell'Europa centrale.
In relazione alle ricerche presso lo Schluchsee, Oberdorfer si occupò di vari, allora nuovi, metodi di descrizione dei vegetali. Così egli apprese da Hermann Otto Sleumer i metodi della Fitosociologia secondo Braun-Blanquet ed ebbe preso contatti con diversi esponenti di questa scuola, come lo stesso Braun-Blanquet, con Reinhold Tüxen o Walo Koch.
Nel 1931 Oberdorfer ebbe il suo primo posto come insegnante, dapprima a Weinheim, quindi a Bruchsal e Karlsruhe presso il ginnasio di Biologia e Geografia. Dopo la sua attività come insegnante, egli cartografò fra l'altro i dintorni di Bruchsal con il metodo Braun-Blanquet. Come risultato ne emerse nel 1936 la mappa della vegetazione di Bruchsal in scala 1:25.000. Così riuscì a Oberdorfer la seconda mappa di vegetazione in questa scala. Nel 1938 comparve il foglio Bühlertal-Hornisgrinde e già nel 1937 ci fu la mappa della vegetazione di Baden in scala 1:1.000.000.
Nel 1937 Oberdorfer si trasferì a Karlsruhe. Nel 1938 lasciò l'attività scolastica e ottenne un posto come conservatore. Così ebbe l'occasione di redigere perizie e descrizioni sulla riserva naturale tra il lago di Costanza e la zona del fiume Tauber e con i suoi viaggi divenne un profondo conoscitore della vegetazione nell'allora terra di Baden.
Lavori sulle associazioni di piante del Bassopiano renano della Foresta Nera e del Kraichgau suscitarono successivamente ricognizioni nell'Algovia e sulle Alpi nel 1957 e comparvero nella sua prima edizione di Süddeutschen Pflanzengesellschaften, nella quale egli riassunse l'inserimento delle rimanenti numerose altre fitosociologie. L'opera comparve in una nuova edizione tra il 1977 e il 1992. Oberdorfer ha, con questo testo, coniato effettivamente la nomenclatura della fitosociologia non solo per la Germania meridionale, ma anche per tutta l'Europa centrale.
Durante la seconda guerra mondiale Oberdorfer fece esperienza con la vegetazione dell'Europa meridionale. Egli come botanico fu arruolato sotto il tenente cartografo Otto Schulz-Kampfhenkel e cartografò tra l'altro in Tessaglia, Macedonia del Nord, Albania e Tracia, dove egli con colleghi scattò fotografie fitosociologiche e analizzò profili delle piante.
Con le ricerche sulla vegetazione della Spagna del nord e un viaggio di ricerche in Cile dal 1957 al 1958, si concretizzò la sua conoscenza della vegetazione al di fuori dell'Europa.
Dopo che Oberdorfer, terminata la guerra, a causa della sua appartenenza alle SA e al Partito Nazionalsocialista Tedesco dei Lavoratori (NSDAP), poteva all'inizio avere solo impieghi occasionali, quale quello di assistente del botanico Heinrich Walter presso l'Università di Hohenheim, dal 1947 fu nuovamente conservatore presso il recentemente fondato Ufficio del Land per la difesa della Natura nel Baden settentrionale (dal 1952 Ufficio circoscrizionale per la difesa della Natura e cura del territorio del Baden settentrionale) e ne fu l'insegnante fino al 1958.
Oltre a questa attività egli ebbe nel 1947 la direzione del Museo statale per le Scienze naturali di Karlsruhe. La posizione di direttore però fu ufficializzata solo nel 1958 e Oberdorfer mantenne questo impiego fino al 1970, anno del suo pensionamento.
Mentre l'opera di Oberdorfer Süddeutsche Pflanzengesellschaften è nota solo nei circoli scientifici della fitosociologia, il suo Pflanzensoziologische Exkursionsflora divenne famoso presso i botanici operativi. Esso è diventata l'unica indicazione della flora standard del Centro Europa in forma ecologica dettagliata. "L'Oberdorfer" comparve per la prima volta nel 1949. Nel 2001, insieme a Theo Müller e ad Angelika Schwabe-Kratochwil, Oberdorfer era arrivato a pubblicare l'VIII edizione dell'Exkursionsflora
Con quest'opera Oberdorfer ha una parte essenziale nell'accostamento della botanica pratica della scienza pura della floricultura a una osservazione ambientale della vegetazione.
Dal 1950 Oberdorfer ebbe un incarico di insegnante presso la facoltà di Scienze forestali dell'Università di Friburgo e nel 1962 ne divenne professore onorario.

## Riconoscimenti
- 1973: Ehrenmitglied des Badischen Landesvereins für Naturkunde und Naturschutz[2]
- 1978: Ehrendoktorat der Technischen Universität München
- 1978: Verdienstmedaille des Landes Baden-Württemberg
- 1989: Reinhold-Tüxen-Preis

## Opere
- Pflanzensoziologische Exkursionsflora für Südwestdeutschland und die angrenzenden Gebiete, Stuttgart / Ludwigsburg 1949 (später mehrfach erweitert und neu aufgelegt; 8., zusammen mit weiteren Autoren stark überarbeitete und ergänzte Auflage unter dem Titel Pflanzensoziologische Exkursionsflora für Deutschland und angrenzende Gebiete, Ulmer, Stuttgart 2001, ISBN 978-3-8001-3131-0).
- Pflanzensoziologische Studien in Chile = Estudios fitosociológicos en Chile y comparación con la vegetación europea. Ein Vergleich mit Europa, Flora et vegetatio mundi (Band 2), Weinheim 1960
- Insieme a Theo Müller e Georg Philippi Die potentielle natürliche Vegetation von Baden-Württemberg, Veröffentlichungen der Landesstelle für Naturschutz und Landschaftspflege Baden-Württemberg (Beiheft 6), Ludwigsburg 1974
- come coautore: Der Hohe Schwarzwald, Freiburg im Breisgau 1980, ISBN 3-7930-0250-0.
- Süddeutsche Pflanzengesellschaften, Pflanzensoziologie (Band 10), Jena 1957 (später von ihm und anderen Autoren erweitert und mehrfach neu aufgelegt, zuletzt als Süddeutsche Pflanzengesellschaften, 4 Teile in 5 Bänden, Spektrum Verlag, 1992, ISBN 3-8274-0630-7.)
- Lebenserinnerungen des Pflanzensoziologen E.O., Jena und Stuttgart 1995, ISBN 3-334-61004-7.